# Macroclinium aurorae
Macroclinium aurorae là một loài thực vật có hoa trong họ Lan. Loài này được Dodson mô tả khoa học đầu tiên năm 1989.